# Johannes Krüger
Johannes Krüger (27 de julio de 1979) es un deportista alemán que compitió en esgrima, especialista en la modalidad de florete. Ganó dos medallas en el Campeonato Europeo de Esgrima, plata en 2000 y bronce en 2002.

## Palmarés internacional
| Campeonato Europeo | Campeonato Europeo | Campeonato Europeo | Campeonato Europeo  |
| Año                | Lugar              | Medalla            | Prueba              |
| ------------------ | ------------------ | ------------------ | ------------------- |
| 2000               | Funchal (Portugal) | Medalla de plata   | Florete individual  |
| 2002               | Moscú (Rusia)      | Medalla de bronce  | Florete por equipos |